# Rosa Henderson
Pour les articles homonymes, voir Henderson.
Rosa Henderson, était une chanteuse de blues américaine, (24 novembre 1896 -6 avril 1968)